# Folkeskolen
Folkeskolen er den offentlige grundskole i Danmark.
Skolen består af den enårige børnehaveklasse (også kaldet 0. klasse), den ni-årige grundskole fra 1.-9. klasse samt den enårige 10. klasse. I Danmark er der 10 års undervisningspligt, hvilket betyder, at 0.-9. klasse er obligatorisk, mens 10. klasse er frivilligt. Undervisningspligten kan enten opfyldes i folkeskolen, på en fri grundskole, en efterskole eller ved hjemmeundervisning. Ca. 85% af de undervisningspligtige børn, svarende til knap 600.000, går på en af landets 1.550 folkeskoler (2008).
Undervisningsministeriet er af Folketinget bemyndiget til at udarbejde regler for folkeskolen, bl.a. mål og minimumstimetal for de enkelte fag og eksamensbestemmelser. En undersøgelse har vist, at selv om det gennemsnitlige timetal i folkeskolen er stigende, modtager 32% af eleverne mindre undervisning end minimumstimetallet foreskriver.

## Historie
Folkeskolen blev oprettet i 1814, indtil 1899 under navnet Almueskolen og fik senere navnet Borger- og Almueskolen. Folketinget har gennem lovgivningen  stor indflydelse på bl.a. folkeskolens rammer, formålsparagraf og fagudbud. Siden 1849 har Grundloven fastslået, at undervisning i Folkeskolen skal være gratis (Børn, ville erholde fri Underviisning i Almueskolen). Siden 1937 har undervisningsmidlerne været gratis, ofte formidlet gennem skolebibliotekerne.
Folkeskolelovens bestemmelser revideres løbende; større ændringer blev indført i 1937, 1958, 1975, 1993, 2004 og 2014. Et af hovedtemaerne har været delingen i niveauer; i 1958 blev delingen flyttet fra 5. klassetrin til afslutningen af 7. klassetrin, hvor eleverne blev delt i almen skolegang og realskolen. I 1975 blev realskolen nedlagt, og der gennemførtes en holddeling i alment og udvidet niveau i prøvefagene. De fleste kommuner gennemførte dog samlæsning for alle elever. I 1993 afløste princippet om undervisningsdifferentiering holddelingen.

### Skolevæsen før 1814
Ved reformationen i 1536 flyttedes den gejstlige magt over på adelens hænder, og allerede i 1537 blev der udstedt en kongelig forordning om, at adelen skulle udlægge degnelodder og oprette skolehuse på landet. Mange steder undslog de lokale herremænd sig imidlertid fra dette, og de steder, hvor det trods alt skete, var det med uduelige lærere i usle lokaler. [kilde mangler]

### Reformer
Tekst mangler, hjælp os med at skrive teksten
- Folkeskolereformen 2014

## Obligatoriske fag
Dansk, matematik og engelsk er  obligatoriske fag i folkeskolen fra 1. til 10. klasse.
Idræt er et obligatorisk fag fra 1. til 9. klasse.
Kristendomskundskab er et obligatorisk fag fra 1. til 6. klasse og i 7. eller 8. samt 9. klasse.
Natur/teknologi og musik er obligatoriske fag fra 1. til 6. klasse.
Billedkunst er et obligatorisk fag fra 1. til 5. klasse.
Historie er et obligatorisk fag fra 3. til 9. klasse.
Håndværk og design samt madkundskab er obligatoriske fag i 4., 5., 6. eller 7. klasse.
biologi, fysik/kemi og geografi er obligatoriske fag fra 7. til 9. klasse.
Samfundsfag er et obligatorisk fag i folkeskolen fra 8. til 9. klasse.
Det er obligatorisk at lære enten tysk eller fransk fra 5. til 9. klasse.

## Folkeskolens formålsparagraf
Et andet hovedtema for lovgiverne har været formålsparagraffen, hvor tendensen fra 1958 til 1993 var større vægt på samarbejde og sociale kompetencer, mens tendensen i løbet af 1990'erne var et krav om større faglighed. På baggrund OECD's PISA-undersøgelser, som sammenligner grundskolen i udvalgte lande, har nogle debattører fremhævet, at de danske resultater er utilfredsstillende, bl.a. i fagene dansk og matematik. Den første af disse undersøgelser blev offentliggjort i 2000, og senere er undersøgelsen gennemført i foråret 2009 med deltagelse af unge fra 63 lande. Den blev offentliggjort i december 2010. I 2012 gennemførte man en ny test, hvor der fra Danmark deltog 7.481 unge fordelt på 339 uddannelsesinstitutioner.
Gældende udgave af folkeskolens formålsparagraf fra bekendtgørelsen 14. december 2017 lyder:
"§ 1. Folkeskolen skal i samarbejde med forældrene give eleverne kundskaber og færdigheder, der: forbereder dem til videre uddannelse og giver dem lyst til at lære mere, gør dem fortrolige med dansk kultur og historie, giver dem forståelse for andre lande og kulturer, bidrager til deres forståelse for menneskets samspil med naturen og fremmer den enkelte elevs alsidige udvikling.
Stk. 2. Folkeskolen skal udvikle arbejdsmetoder og skabe rammer for oplevelse, fordybelse og virkelyst, så eleverne udvikler erkendelse og fantasi og får tillid til egne muligheder og baggrund for at tage stilling og handle.
Stk. 3. Folkeskolen skal forberede eleverne til deltagelse, medansvar, rettigheder og pligter i et samfund med frihed og folkestyre. Skolens virke skal derfor være præget af åndsfrihed, ligeværd og demokrati." 

## Daglig drift
Folkeskolen drives af kommunerne. Ifølge loven skal kommunerne fastlægge bevillinger til skolernes drift samt ansætte og afskedige lærere. Andre driftsopgaver, f.eks. fordelingen af midler til de forskellige posteringer på budgettet kan kommunalbestyrelsen delegere til den enkelte skole.
I januar 2007 overtog kommunerne som følge af Strukturreformen ansvaret for de fleste amtskommunale specialskoler, dog således, at kommunerne kan købe undervisningsydelser hos regionerne. Kommunerne fik samtidig mulighed for at oprette fælles ledelse for flere (typisk små) skoler, eller etablere afdelinger af samme skole på forskellige adresser.
En folkeskole ledes af en skoleleder tidl. kendt som skoleinspektør med støtte fra en viceskoleleder, tidl. kendt som viceskoleinspektør. En del skoler har oprettet særlige afdelinger for indskoling, mellemtrin og udskoling. Ofte er der udpeget en daglig leder af hver afdeling.